# Willian José
Willian José da Silva (Porto Calvo, 23 november 1991) - alias Willian José - is een Braziliaans voetballer die doorgaans als aanvaller speelt. Hij verruilde Real Sociedad in juli 2022 voor Real Betis, dat hem het voorgaande jaar al huurde.

## Clubcarrière

### Doorbraak
Willian José stroomde door vanuit de jeugd van Barueri, waarvoor hij in augustus 2009 debuteerde in de Série A. Na twee seizoenen in het eerste tekende hij bij Deportivo Maldonado. Zoals velen voor (en na) hem, zou hij nooit voor die club spelen.

### Huurperiodes
Maldonado verhuurde Willian José tussen 2011 en 2014 aan São Paulo, Grêmio en Santos. In januari 2013 werd bekend dat hij een half seizoen op huurbasis voor Real Madrid Castilla ging spelen. Real Madrid liet eerder Casemiro een gelijkaardig traject ondergaan. Die haalde daarna het eerste elftal van de Madrilenen. Willian José speelde dat seizoen zestien keer voor Real Madrid II en één keer in het eerste, als invaller in een met 2–0 verloren competitiewedstrijd uit bij Celta de Vigo. Een doorbraak bij Real Madrid bleef uit. Maldonado verhuurde hem daarop ook nog aan Real Zaragoza (2014/15) en Las Palmas (2015/16). Willian José hielp Zaragoza met onder meer zeven goals naar de play-offs voor promotie naar de Primera División, met nog twee goals naar de finale en met één goal naar de overwinning in de eerste ontmoeting daarvan. Tegen Las Palmas. Dat besliste de tweestrijd vier dagen later alsnog in eigen voordeel. Maldonado verhuurde Willian José vervolgens voor een jaar aan datzelfde Las Palmas. Daarvoor scoorde hij negen keer in dertig wedstrijden in de Primera División.

### Topscorer Real Sociedad
Willian José verruilde Maldonado in juli 2016 definitief voor Real Sociedad, dat zes miljoen euro voor hem betaalde. Hij speelde zich in zijn eerste seizoen in de basis bij de Spaanse club en stond die positie jarenlang niet meer af. Dat ondanks concurrentie van onder anderen Juanmi, Carlos Vela, Mikel Oyarzabal, Portu en Alexander Isak. Hij kwam van 2016 tot en met 2020 vier seizoenen op rij elk jaar minimaal 34 wedstrijden in actie en werd in drie van  die vier seizoenen clubtopscorer in de Primera División.

### Real Betis
Na dertien wedstrijden in de eerste seizoenshelft van 2020/21 verhuurde Real Sociedad Willian José voor een halfjaar aan Wolverhampton Wanderers. Hij keerde terug met één doelpunt in de Premier League achter zijn naam en vertrok in augustus 2021 voor een jaar op huurbasis naar Real Betis. Dat maakte daarna 10 miljoen euro over aan Sociedad om hem definitief in te mogen lijven.

## Interlandcarrière
Willian José debuteerde in 2011 in Brazilië –20, waarvoor hij vijf doelpunten maakte in vijftien interlands. Hij won met dit team zowel het Zuid-Amerikaans kampioenschap –20 als het wereldkampioenschap –20 van 2011. Bondscoach Tite riep hem in maart 2018 voor het eerst in zijn carrière op voor het Braziliaans voetbalelftal, voor oefeninterlands tegen Rusland en Duitsland. Hij kwam in geen van beide wedstrijden in actie.

## Erelijst
| Competitie                   |           |           |           |           |
| Competitie                   | Aantal    | Jaren     |           |           |
| São Paulo                    | São Paulo | São Paulo | São Paulo | São Paulo |
| ---------------------------- | --------- | --------- | --------- | --------- |
| Copa Sudamericana            | 1x        | 2012      |           |           |
| Real Sociedad                |           |           |           |           |
| Copa del Rey                 | 1x        | 2019/20   |           |           |
| Real Betis                   |           |           |           |           |
| Copa del Rey                 | 1x        | 2021/22   |           |           |
| Brazilië –20                 |           |           |           |           |
| Zuid-Amerikaans kampioen –20 | 1x        | 2011      |           |           |
| Wereldkampioen –20           | 1x        | 2011      |           |           |

1 Silva ·
2 Bellerín ·
3 Llorente ·
4 Cardoso ·
5 Bartra ·
6 Natan ·
7 Juanmi ·
8 Roque ·
9 Ávila ·
10 Abde ·
11 Bakambu ·
12 Rodríguez ·
13 Adrián ·
14 Carvalho ·
15 Perraud ·
16 Altimira ·
18 Fornals ·
19 Losada ·
20 Lo Celso ·
21 Roca ·
22 Isco ·
23 Sabaly ·
24 Ruibal ·
25 Vieites ·
38 Diao ·
Coach: Pellegrini